# Bordușani (gmina)
Bordușani – gmina w Rumunii, w okręgu Jałomica. Obejmuje miejscowości Bordușani i Cegani. W 2011 roku liczyła 4471 mieszkańców. 